# Tricodòntids
Els tricodòntids (Trichodontidae) constitueixen una família de peixos marins pertanyent a l'ordre dels perciformes.

## Etimologia
Del grec thrix, -ikos (pèl, cabell) i odous (dents).

## Descripció
Cos una mica rabassut, força comprimit, argentat amb taques de color marró fosc i franges dorsolaterals i de 30 cm de llargària màxima. Cap petit i massís. Ulls alts i inserits a prop del perfil dorsal. Boca gran, orientada cap amunt i força obliqua. Llavis amb una franja carnosa. Preopercle amb 5 espines prominents. Dues aletes dorsals ben separades: la primera amb 8-16 espines i la segona amb 0-1 espines i 12-20 radis tous. Aleta anal de base allargada i amb 0-1 espines i 28-32 radis tous. Aleta caudal gran i forcada o truncada. Les aletes pectorals són grans, tenen forma de ventall, presenten 21-27 radis i s'estenen pràcticament fins a la línia mitjana ventral. Les aletes pelvianes són toràciques i tenen 1 espina i 5 radis. 1 únic parell de narius (absència del parell posterior), els quals són tubulars. Absència d'escates. Línia lateral ben desenvolupada i situada a dalt del cos i seguint el contorn dorsal de l'aleta caudal. Dents petites, esmolades, disposades en 2 o 3 fileres a les mandíbules i el vòmer, però absents als palatins. 5-6 radis branquiòstegs. Branquiespines primes i força nombroses (16-21). Absència de bufeta natatòria. 44-52 vèrtebres.

## Alimentació
Mengen petits invertebrats.

## Hàbitat i distribució geogràfica
Viuen des de la zona de marees fins als 400 m de fondària (normalment, fins als 200 m) i sobre els fons tous de relleu pla del Pacífic nord: des de la península de Corea, el Japó, la mar d'Okhotsk, les illes del Comandant i Kamtxatka fins a Alaska (incloent-hi les illes Aleutianes i l'illa Nunivak) i San Francisco (Califòrnia), incloent-hi el corrent de Kuroshio, la mar de Bering, la costa pacífica del Canadà i el corrent de Califòrnia.

## Gèneres i espècies
|  | Peix de sorra japonès (Arctoscopus japonicus) (Steindachner, 1881) |
|  |                                                                    |

| Trichodon (Tilesius, 1813) | \| \| Trichodon trichodon (Tilesius, 1813)[47][48][49][50][51][52][53][54][3][55] \| \| \| \| |
|                            | \| \| Trichodon trichodon (Tilesius, 1813)[47][48][49][50][51][52][53][54][3][55] \| \| \| \| |
|                            | Trichodon trichodon (Tilesius, 1813)                                                          |
|                            |                                                                                               |

|  | Trichodon trichodon (Tilesius, 1813) |
|  |                                      |

|  | Peix de sorra japonès (Arctoscopus japonicus) (Steindachner, 1881) |
|  |                                                                    |

| Trichodon (Tilesius, 1813) | \| \| Trichodon trichodon (Tilesius, 1813)[47][48][49][50][51][52][53][54][3][55] \| \| \| \| |
|                            | \| \| Trichodon trichodon (Tilesius, 1813)[47][48][49][50][51][52][53][54][3][55] \| \| \| \| |
|                            | Trichodon trichodon (Tilesius, 1813)                                                          |
|                            |                                                                                               |

|  | Trichodon trichodon (Tilesius, 1813) |
|  |                                      |

## Galeria d'imatges

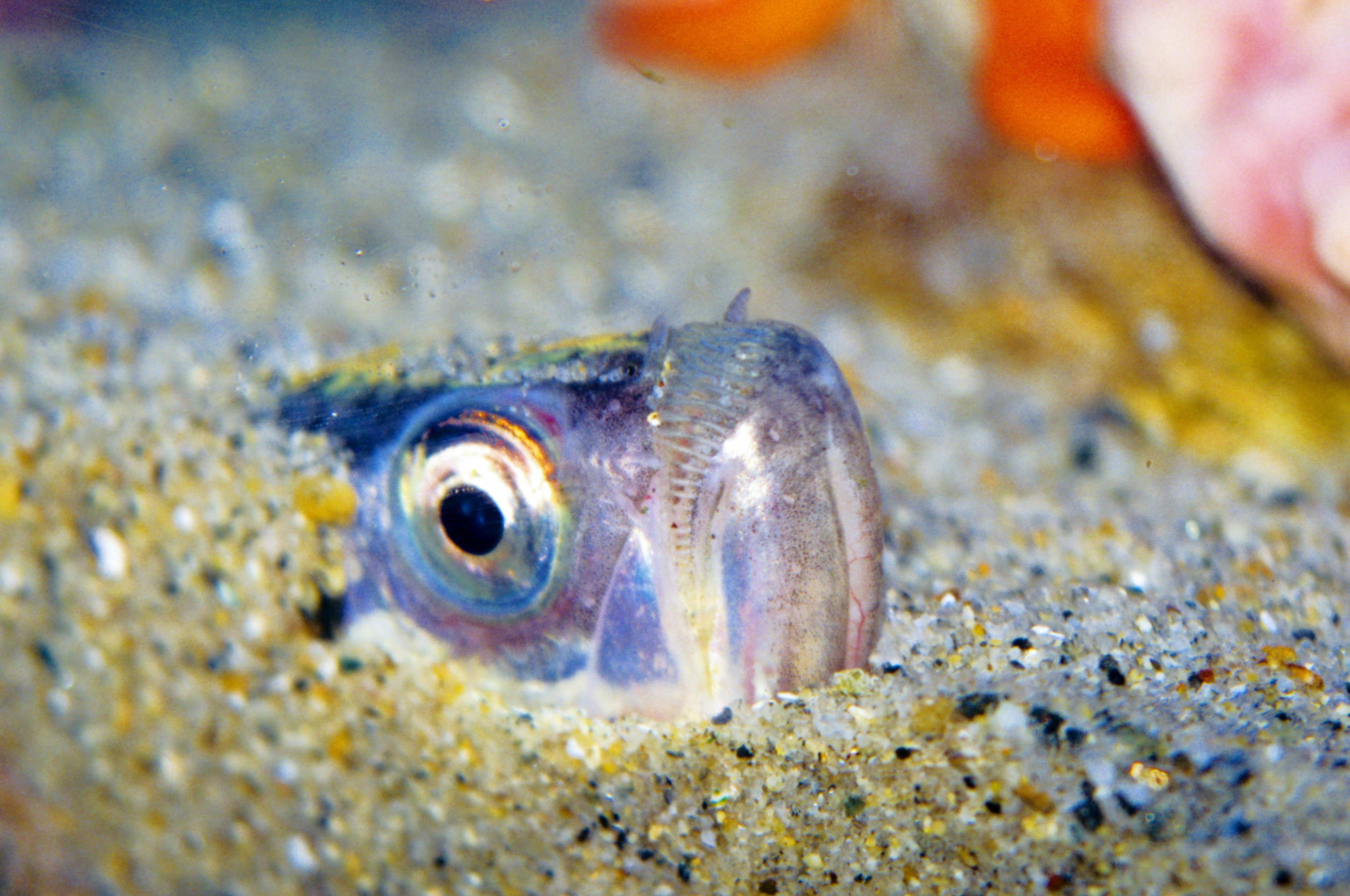
Trichodon trichodon fotografiat a Alaska.
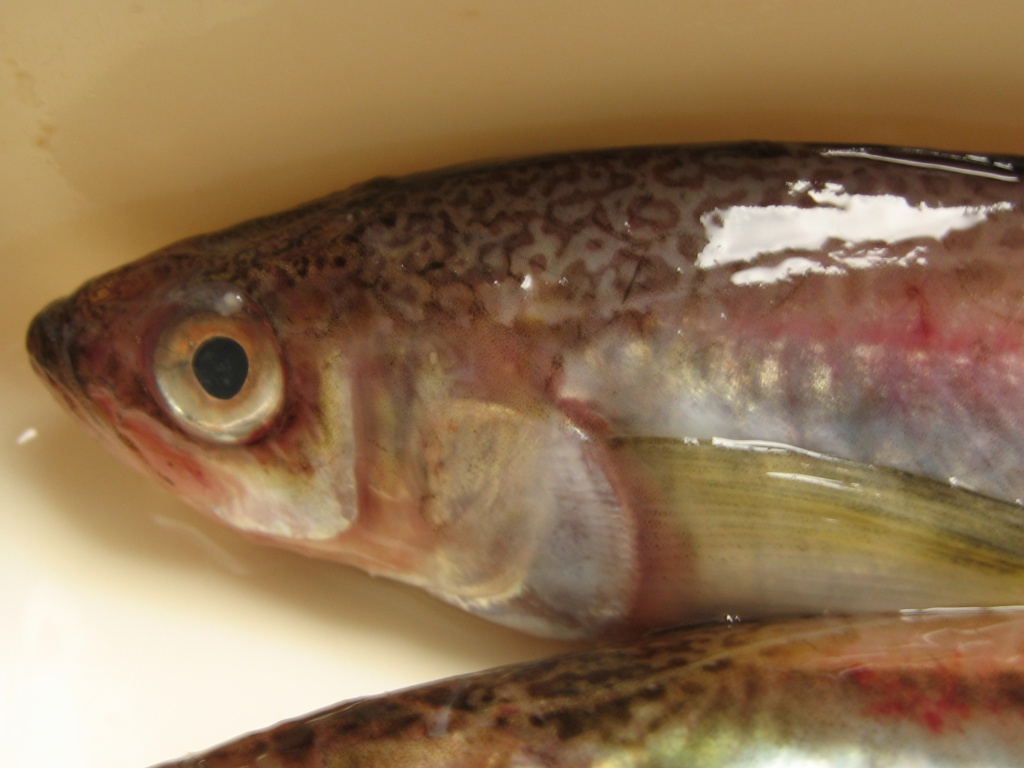
Arctoscopus japonicus
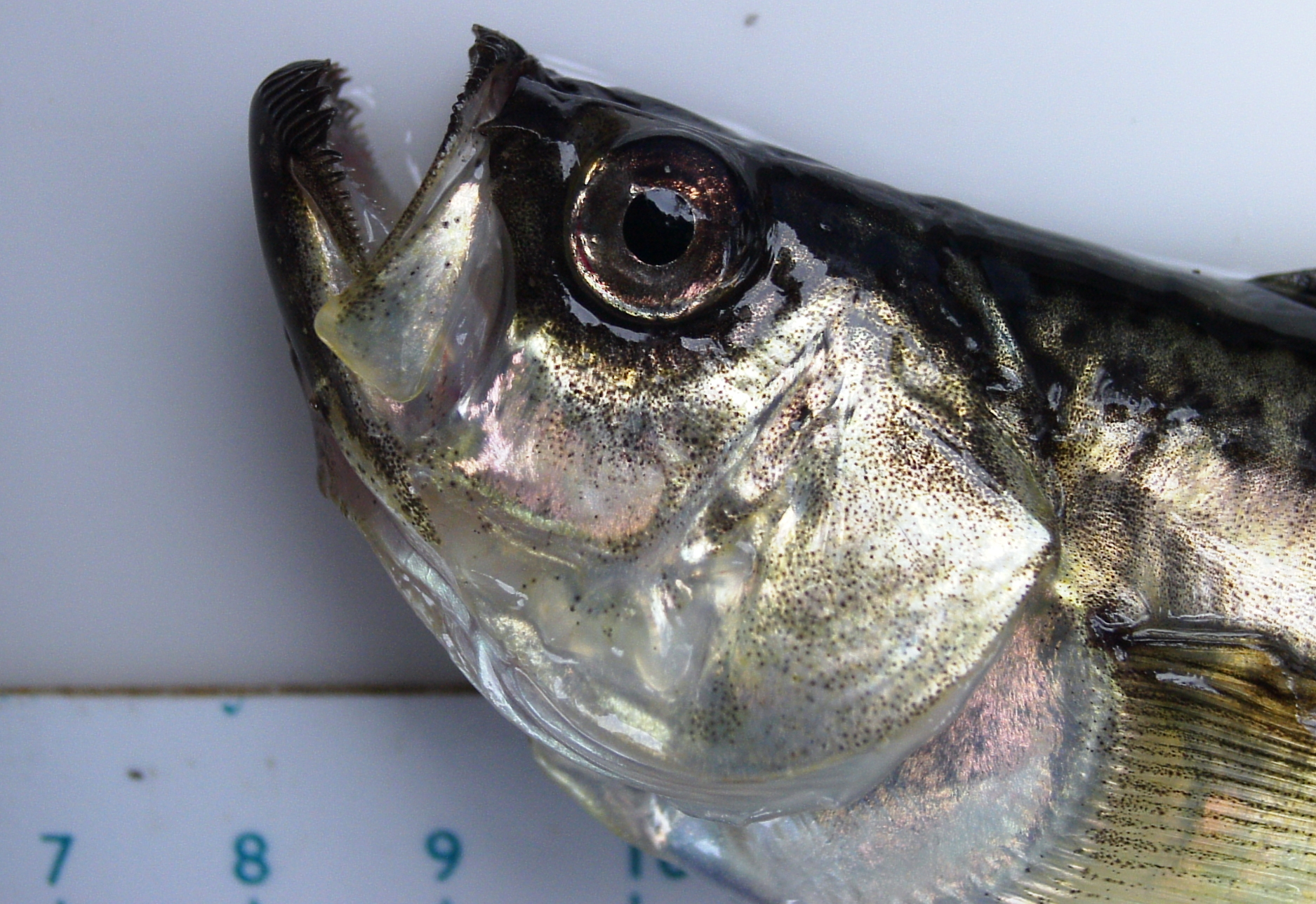
Cap d'un exemplar de Trichodon trichodon capturat a Alaska.
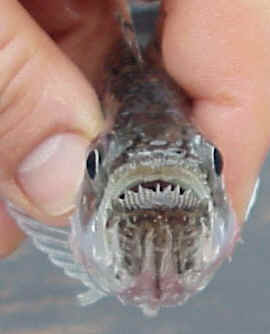
Trichodon trichodon

## Observacions
No formen part del comerç de peixos ornamentals, no tenen valor comercial (tot i que són capturats de manera incidental per la pesca d'arrossegament de gambes i, també, són fàcils d'agafar amb la mà a les platges sorrenques on són abundants), són més actius durant la nit (se senten atrets per les llums de la superfície) i descansen durant el dia enterrats parcialment a la sorra o el fang i mostrant només els ulls, la boca i les aletes dorsals.